# شعر البلاط
| أدب إسباني |
| --- |
| |
| أدب ألفونسو العاشر أدب العصور الوسطى الترجمات في العصر الذهبي الإسباني أدب عصر النهضة رواية فروسية رواية شطارية رواية بيزنطية ميغيل دي ثيربانتس أدب الباروك أدب عصر التنوير أدب الرومانسية أدب الواقعية أدب الحداثة الأولترايسمو جيل 98 جيل 1914 جيل 27 جيل الخمسينات رواية اجتماعية إسبانية ما بعد الحرب |
| انظر أيضًا |
| نقد أدبي • الانطباعية • رومانسية المدرسة الإبداعية • النقد أدب بورتوريكو • البوم الأمريكي اللاتيني البرناسي • واقعية أدبية • طبعانية الرومانسية الجديدة • العبثية في الأدب • باروكية • واقعية سحرية حداثة • كلاسيكية • سريالية • رمزية                                                                    |

شعر البلاط هو نوع من الأدب الإسباني في العصور الوسطى، نشأ في حُضن البلاط، في الدواوين الملكية. وكان يستخدم دائمًا الشكل النثري في المجالات القانونية والبلاطية، بهدف تعليمي يتمثل في تدريب وتأهيل نبلاء وسياسيين قادرين على تحقيق النجاح في الظروف الصعبة للعصور الوسطى الإسبانية المُضطربة. ويؤول لهذا النتاج العديد من المجموعات القصصية والأعمال التاريخية والكتابات المُختلفة لدون خوان مانويل وكتاب آخرين بالإسبانية واللاتينية. وكان هذا الفن يتناول عناصر كنسية ومدرسية وفرسان العصور الوسطى.